# Marcetia harleyi
Marcetia harleyi är en tvåhjärtbladig växtart som beskrevs av John Julius Wurdack. Marcetia harleyi ingår i släktet Marcetia och familjen Melastomataceae. Inga underarter finns listade i Catalogue of Life.